# Necessary Roughness
Terapia de choque es una serie de televisión creada por Elizabeth Kruger y Craig Shapiro y estrenada en Estados Unidos el 29 de junio de 2011 en la cadena USA Network. En España se estrenó el 27 de septiembre de 2011 con el título Terapia de choque en el canal Cosmopolitan TV. Debido al éxito de audiencia de la temporada 1, que constaba de 12 episodios, la serie es renovada por una segunda temporada adicional de 16 capítulos. El 7 de enero de 2013 se anunció la renovación por una tercera temporada de 10 episodios.

## Sinopsis
Una psicóloga de Long Island, recientemente divorciada está buscando enderezar su vida, consigue de manera fortuita un trabajo como terapeuta de un equipo profesional de fútbol. Tal será su éxito que pronto acudirán a ella todo tipo de clientes de alto standing: atletas, músicos, políticos y demás personalidades públicas, todos ellos pasando momentos de crisis. Como madre soltera de dos problemáticos hijos adolescentes, deberá encontrar el mejor equilibrio posible entre su vida profesional y personal.

## Premios y nominaciones
La protagonista, Callie Thorne, fue nominada al Globo de Oro a la mejor actriz por su papel en la serie.